# Ballad of a Thin Man
„Ballad of a Thin Man“ je píseň amerického písničkáře Boba Dylana. Pochází z jeho šestého alba Highway 61 Revisited vydaného dne 30. srpna roku 1965. Její původní verze byla nahrána v newyorském studiu Columbia Studios dne 2. srpna téhož roku. O nahrávací frekvence se staral Bob Johnston a Dylana hrajícího na klavír v písni doprovodili kytarista Mike Bloomfield, baskytarista Harvey Goldstein, varhaník Al Kooper a bubeník Bobby Gregg. Předmětem textu písně byl profesor Jeffrey Owen Jones, který se s Dylanem setkal před jeho vystoupením na festivalu Newport Folk Festival. Později píseň nahráli například Jamie Saft, Robyn Hitchcock nebo skupiny Grateful Dead, The Grass Roots a Golden Earring.